# Björn von Rosen
Björn Ericsson von Rosen, född 25 oktober 1905 på Rockelsta i Helgesta, Södermanland, död 12 februari 1989 i Vårdinge, Södermanland, var en svensk greve, poet, målare, tecknare och grafiker.

## Biografi
von Rosen var elev vid Lundsbergs skola i Värmland och studerade i Stockholm vid Carl Wilhelmsons målarskola och vid Konsthögskolans etsningsskola samt i Frankrike och England. Han blev filosofie hedersdoktor vid Uppsala universitet 1987.
Naturen var hans ständiga inspiration. Långa tider var han bosatt i Etiopien av medicinska skäl. Som poet skrev han i en lågmäld, drömmande och filosofisk stil, världsfrånvänd och lyssnande till naturens egen sång. Genombrottet som författare kom 1940 med den uppmärksammade Gröna kammarn, en samling jakt- och naturskildringar med motiv från det sörmländska herrgårdslandskapet. von Rosen finns representerad vid bland annat Nationalmuseum och på Moderna museet i Stockholm samt vid  Göteborgs konstmuseum.
Den sörmländske tonsättaren Dag Lundin har på beställning arbetat med ett flertal av von Rosens dikter, vilket resulterat i romanser för såväl dam- som herrstämmor med pianoackompanjemang.

## Familj
Björn von Rosen var son till greve Eric och Mary von Rosen samt bror till flygaren Carl Gustaf von Rosen och till författaren och människorättskämpen Birgitta Wolf. Han var gift med Anna Brita Charlotta Hagström. Björn von Rosen var kusin till Reinhold von Rosen, även han konstnär. Makarna von Rosen är begravna i hennes familjegrav på Nyköpings västra kyrkogård.

## Priser och utmärkelser
- 1955 – Tidningen Vi:s litteraturpris
- 1957 – Boklotteriets stipendiat
- 1984 – De Nios Stora Pris
- 1987 – Filosofie hedersdoktor vid Uppsala universitet